# Colisa
Colisa là một chi nhỏ chứa 4 loài cá nước ngọt tại khu vực nhiệt đới châu Á của họ Osphronemidae. Các loài cá trong chi này thường hay được nuôi trong các bể cá cảnh. Các dạng nuôi trong bể cảnh ngày nay bao gồm một vài dạng hình thái màu cũng như con lai ghép. Tên gọi cá sặc được chia sẻ với một vài chi khác như Trichogaster, Sphaerichthys v.v.

## Các loài
- Colisa fasciata (Bloch & Schneider, 1801): Cá sặc sọc
- Colisa labiosus (Day, 1877); Cá sặc môi dày
- Colisa lalia (Hamilton, 1822) (nay là Trichogaster lalius); Cá sặc gấm hay cá sặc lùn
- Colisa chuna (Hamilton, 1822) (đồng nghĩa: Trichogaster chuna); Cá sặc mật